# 8339 Косовичія
8339 Косовичія (8339 Kosovichia) — астероїд головного поясу, відкритий 15 вересня 1985 року.
Тіссеранів параметр щодо Юпітера — 3,174.
Назва на честь О. Г. Косовичева, співробітника КрАО, і його дружини Т. І. Косовичевої, лікарки в КрАО.